# Curtis Hussey
Curtis Jonathan Hussey (Boston (Massachusetts), 22 juli 1983) is een Amerikaans professioneel worstelaar die werkzaam was bij WWE als Fandango en was voorheen bekend als Johnny Curtis bij WWE's voormalig opleidingscentrum, Florida Championship Wrestling (FSW). 

## Loopbaan
In september 1999 begon Hussey zijn professionele worstelcarrière en worstelde voor verscheidene worstelorganisaties die vooral gevestigd waren in de Amerikaanse regio, New England.
In 2006 ondertekende hij een opleidingscontract met de World Wrestling Entertainment en stuurde hem naar de Deep South Wrestling (DSW), dat ook van 2005 tot 2007 als opleidingscentrum fungeerde van de WWE, als Jonathan Curtis. Nadat de DSW hun deuren sloot, ging Hussey naar Florida Championship Wrestling (FCW), in juni 2008, en won daar twee keer het Florida Tag Team Championship. In december 2010 nam hij deel aan het vierde seizoen van WWE NXT als Johnny Curtis en won uiteindelijk de competitie, in maart 2011.
Sinds 1 maart 2013 debuteerde Hussey met Fandango een nieuw karakter van een ballroomdanser en Summer Rae is haar danspartner. Met wie hij een aantal maanden voor al zijn wedstrijden opkwam. Tot ze in kayfabe ruzie kregen en Summer via Twitter werd gedumpt. Fandango vond een nieuwe danspartner in Layla met wie hij ook snel ruzie kreeg. Tussen zijn twee ex-danseressen ontstond een vriendschap en tezamen gingen ze er alles aan doen om Fandango dwars te zitten tijdens zijn wedstrijden.

## In het worstelen
- Finishers
  - Als Fandango
    - Diving leg drop
    - Swinging reverse STO

  - Als Johnny Curtis
    - A Bid Farewell – FCW
    - Maine Jam – WWE
    - Sitout suplex slam – WWE
    - Slingshot leg drop – Independent circuit

- Signature moves
  - Als Fandango
    - Dropkick
    - Round kick to a springboarding opponent
    - Swinging side Russian legsweep

  - Als Johnny Curtis
    - Back elbow
    - Belly to back suplex
    - Discus clothesline
    - Diving clothesline
    - European uppercut
    - Johnny Kick
    - Low-angle dropkick
    - Northern Lights suplex into the turnbuckle

- Managers
  - Dean Ripley
  - R-Truth
  - Aksana
  - Maxine
  - Summer Rae
  - Layla

- Bijnamen
  - "The Ballroom Dancer"
  - "The Ballroom Brawler"
  - "The Premiere Player"
  - "The Thoroughbred"
  - "Dirty Curty"
  - "Simply Johnny Curtis"

- Opkomstnummers
  - "I Told You So" van Flatfoot 56 (augustus 2011 – oktober 2012)
  - "ChaChaLaLa" van Jim Johnston (4 maart - heden)

## Prestaties
- Florida Championship Wrestling
  - FCW Florida Tag Team Championship (2 keer; 1x met Tyler Reks en 1x met Derrick Bateman)

- Northeast Championship Wrestling
  - NCW New England Championship (1 keer)
  - NCW Tag Team Championship (1 keer met Damian Houston)

- Power League Wrestling
  - PLW New England Championship (1 keer)

- Premier Wrestling Federation
  - PWF Northeast Heavyweight Championship (2 keer)
  - PWF Northeast Tag Team Championship (2 keer met Kenn Phoenix)

- South Coast Championship Wrestling
  - SCCW Lightweight Championship (1 keer)

- World Wrestling Entertainment
  - NXT (seizoen 4)